# Benamejí
Benamejí es un municipio español de la provincia de Córdoba, Andalucía. En 2018 contaba con 4.975 habitantes. Su extensión superficial es de 53,35 km² y tiene una densidad de 94,38 hab/km². Se encuentra situada a una altitud de 497 metros y a 92 km de la capital de provincia, Córdoba.

## Geografía
Cercano a las orillas del río Genil, y enmarcado dentro de la Subbética Cordobesa. Sus habitantes se denominan benamejicenses.

## Historia

### Desde la Prehistoria a la refundación en elsigloXVI
Para entrar por la puerta de la historia, tendremos que traspasar primero el arco nebuloso de piedra, cobre y bronce y ahí nos encontramos las sepulturas calcolíticas del Cortijo Poyato. De la época ibérica, los yacimientos del cerro del Castillo. Hallazgos en cerro Barrero en el alfar de El Tejar, así como la estela funeraria en el Dehesa Encina el Cuervo.
Pero Benamejí se consolida en el siglo IX cuando el emir Abd Allah construyó su fortaleza llamada Banu Bashir (en árabe: بنو بشير‎), actualmente conocida como castillo de Gómez Arias o castillo de Benamejí, fortificada más tarde por Abd ar Rahman III. En 1240 Fernando III conquistó Benamexir y en 1254 fue donada por Alfonso X a la Orden de Santiago.
Después de cambiar varias veces de mano, en 1361 es definitivamente conquistada por las tropas de Pedro I de Castilla. Aunque quedó muy cerca de la frontera, su situación mejoró con la toma cristiana de Antequera en 1410.
El Papa Clemente VII autorizó a Carlos I a vender algunas propiedades de las órdenes militares y Benamejí es vendido al regidor de Burgos Diego de Bernuy, por 19.965.000 maravedíes, el cual, allá por 1549, decide levantar al pueblo de nueva planta, lo dota de Carta Puebla, reparte tierras y da normas para la organización de la villa. De esta época data el puente renacentista construido por el arquitecto Hernán Ruiz II.

### Visita a Benamejí del rey Felipe V
El rey Felipe V, dentro de un programa de conocimiento del país, decidió en 1729 trasladarse a Sevilla con toda su corte. Durante esta estancia provisional, que duraría cuatro años, realizó distintos desplazamientos por el sur peninsular. En ese tiempo viajó a Cádiz y Granada. En esos viajes se desplazaban todos los cortesanos, los militares de la Guardia Real y funcionarios de la administración real que realizaban con anterioridad al paso de la comitiva los trabajos necesarios para asegurar que el traslado, el hospedaje y la manutención fueran correctos.
Las crónicas cuentan que a finales de mayo de 1730 un ingeniero de carreteras se encuentra en Benamejí supervisando los trabajos de arreglo del camino entre Archidona y Benamejí, preparándolo para el paso de la comitiva real. En virtud de sus atribuciones de acuerdo con las Órdenes Reales dictadas al efecto para el desarrollo del viaje, solicita al municipio de Lucena la ayuda de personal para efectuar los urgentes trabajos de preparación del camino, cuyo estado ofrecía graves carencias. La población de Encinas Reales, que por aquel entonces pertenecía a Lucena, es la encargada de facilitar el personal necesario, un plantel compuesto por unas trescientas personas de distintos oficios dotadas de sus correspondientes picos, palas y demás herramientas necesarias. Tras un forcejeo sobre el pago de los jornales generados, que al final son pagados por el Concejo de Lucena, el 2 de junio el camino se encuentra en las condiciones necesarias para el paso de los carruajes de la comitiva.
Los hombres dedicados al arreglo del camino hasta Benamejí tienen que continuar su trabajo en el tramo entre Benamejí y Aguilar pues también estaba en mal estado. Finalmente el día 5 de junio el camino se encuentra en las condiciones pedidas. Por otro lado el corregidor de Benamejí, Don Antonio José Gabaldán, el 31 de mayo, ante la inminente llegada de la comitiva real, pide ayuda a Lucena y solicita le entreguen urgente 300 fanegas de harina de trigo para atender a los miembros de la citada comitiva, ya que según una orden real se manda que los pueblos del trayecto provean de víveres y alojamiento a los viajantes, cortesanos, administrativos, soldados y demás personajes de la comitiva.
La comitiva, que había salido el 6 de junio, pasa el día 7 y el 8 en Benamejí. El 8, día del Corpus, por la tarde salieron de Benamejí con destino hacia Aguilar. Es posible que en la mañana de aquel día asistieran a la preceptiva misa y procesión del Corpus en el pueblo tras haber pernoctado en el palacio del marqués. Los gastos de arreglo de los caminos del término que ascendían a 1500 reales y que habían sido abonados por el Concejo de Lucena, finalmente fueron abonados a Lucena por Benamejí, obligado por sentencia del Consejo de Castilla de 1731. 

### Benamejí en la Guerra de la Independencia
La literatura histórica sobre el bandolerismo ha utilizado a Benamejí como un punto importante de actuación en el siglo XIX. El paso por el puente para vadear el río, en el camino de Córdoba a Málaga, y su entorno entre colinas facilitaban las cosas para tender emboscadas.
En la Guerra de Independencia (1808-1814), las cuadrillas de Juan de Campos y Pedro Alcalde operaron por los contornos de Benamejí y Encinas Reales, alternando la acción guerrillera de hostigamiento a los franceses con la rapiña y robos en la zona. Otra de las cuadrillas que operaba de igual modo allí era la de Pedro Pena, apodado el Sotana, que actuaba desde Benamejí con ocho o diez delincuentes fugados de los presidios. Una tercera partida existente fue la de Francisco Lozano, el Bolsero. El 2 de junio de 1811, en las cercanías de Benamejí, Pedro Alcalde concentra a las partidas de la zona logrando reunir, según dicen, a unos mil doscientos hombres con los que lleva a cabo un hostigamiento a las tropas francesas del Mayor Robin. El combate se salda con trescientos muertos, un sinfín de heridos y la desbandada de los españoles. Pedro Alcalde Heredia, un antiguo jornalero que había nacido en Los Villares, es apresado y trasladado a Jaén, donde intentan ahorcarlo, pero al no disponer de verdugo, deciden fusilarlo y posteriormente colgar el cadáver del patíbulo. Estas y otras acciones en las que facilitaron el cobijo y el paso de las distintas partidas de los guerrilleros que operaban en la zona, provocó que los franceses multaran a la población, según consta en los escritos de la época.

## Demografía
Benamejí cuenta con una población de 4910 habitantes (INE 2024).
| Gráfica de evolución demográfica de Benamejí entre 1842 y 2021                                                      |
| |
| Población de derecho según los censos de población del INE Población de hecho según los censos de población del INE |

## Economía

### Evolución de la deuda viva municipal
| Gráfica de evolución de Deuda viva del Ayuntamiento de Benamejí entre 2008 y 2019                                |
| |
| Deuda viva del Ayuntamiento de Benamejí en miles de Euros según datos del Ministerio de Hacienda y Ad. Públicas. |

## Administración y gobierno
| Legislatura      | Nombre                                                                 | Grupo |
| ---------------- | ---------------------------------------------------------------------- | ----- |
| 1979-1983        | Francisco Moya Ojeda                                                   | UCD   |
| 1983-1987        | Alberto Doncel Pérez                                                   | PSOE  |
| 1987-1991        | Francisco Moya Ojeda                                                   | CDS   |
| 1991-1995        | José Ropero Pedrosa                                                    | PSOE  |
| 1995-1999        | José Ropero Pedrosa                                                    | PSOE  |
| 1999-2003        | José Ropero Pedrosa                                                    | PSOE  |
| 2003-2007        | José Ropero Pedrosa                                                    | PSOE  |
| 2007-2011        | José Ropero Pedrosa                                                    | PSOE  |
| 2011-2015        | José Ropero Pedrosa (2011-2014) María José Montes Pedrosa (desde 2014) | PSOE  |
| 2015-2019        | Carmen Lara Estepa                                                     | PSOE  |
| 2019-en el cargo | Carmen Lara Estepa                                                     | PSOE  |

## Educación
El municipio dispone de los siguientes centros educativos:
- CEIP Nuestra Señora de Gracia: colegio de educación infantil y primaria.
- EI Nuestra Señora de Gracia: Escuela infantil.
- IES Don Diego de Bernuy: instituto de enseñanza secundaria, desde el curso 2017/2018 tiene enseñanza de Bachillerato.
- SEP Eduardo Granados Marrón: centro de educación de adultos.

## Patrimonio artístico y monumental
- Ver catálogo
- Puente sobre el río Genil (Benamejí)
- Cueva de La Silera
- Parroquia de la Inmaculada Concepción (el monumento más representativo de la localidad. De estilo Barroco).
- Ermita de San Sebastián (S. XVIII)
- Santuario de la Virgen de Gracia
- Capilla del Santísimo Cristo de la Buena Muerte
- Portada del Antiguo Convento de los Remedios (S. XVIII)
- Museo Duquesa de Benamejí
- Ayuntamiento (en el sitio donde estuvo hasta 1973 el antiguo Palacio Ducal. Posee columnas de mármol del patio del anterior edificio)
- Restos del Antiguo Castillo (a varios kilómetros de la localidad)